# أليخاندرو باربارو
أليخاندرو باربارو (بالإسبانية: Alejandro Barbaro)‏ (20 يناير 1992 ببوينس آيرس في الأرجنتين - ) هو لاعب كرة قدم أرجنتيني في مركز الوسط. لعب مع بانفيلد ونادي سان لورينزو وناسيونال مونتيفيديو ونادي أتليتكو للبنين ‏.

## وصلات خارجية
- أليخاندرو باربارو على موقع قاعدة بيانات كرة القدم.إي يو (الإنجليزية)
- أليخاندرو باربارو على موقع Soccerbase.com (لاعب) (الإنجليزية)
- أليخاندرو باربارو على موقع Soccerway.com (الإنجليزية)
- أليخاندرو باربارو على موقع عالم كرة القدم.نت (الإنجليزية)